# Toxomerus corbis
Toxomerus corbis är en tvåvingeart som först beskrevs av Walker 1852.  Toxomerus corbis ingår i släktet Toxomerus och familjen blomflugor. Inga underarter finns listade i Catalogue of Life.